# Botter (stadsdeel)
Botter is een stadsdeel van Lelystad. Het stadsdeel heeft een oppervlakte van 3,1 km² en telde in 2013 in totaal 2327 inwoners, waarvan 1135 mannen en 1192 vrouwen.